# Seweromuisker Tunnel
Der Seweromuisker Tunnel (russisch Северому́йский тонне́ль) ist mit 15.343 m der längste Eisenbahntunnel in Russland. Er liegt an der Baikal-Amur-Magistrale (BAM) in der Teilrepublik Burjatien und führt durch den Seweromuisker Gebirgszug, der auch namensgebend für den Tunnel ist. Der einspurige Tunnel wurde im März 2001 nach rund 24-jähriger Bauzeit fertiggestellt und 2003 eröffnet.

## Beschreibung

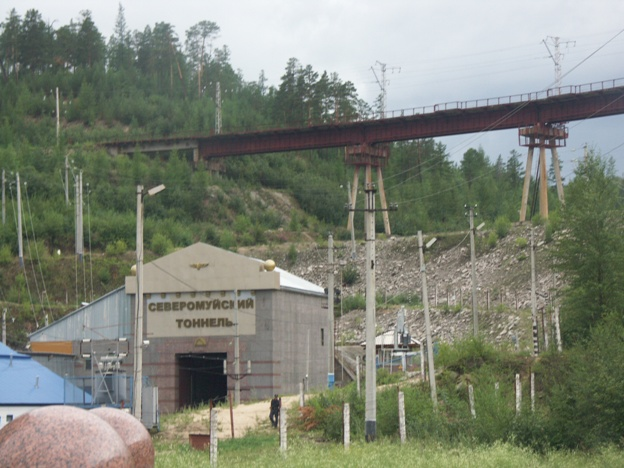
Ostportal des Seweromuisker Tunnels (mit über die Brücke führender provisorischer Umgehungsstrecke)

Die Bauarbeiten für den Tunnel begannen bereits im Jahre 1977 und verzögerten sich immer wieder – etwa aufgrund extrem schwieriger seismischer Bedingungen oder schlichtweg aus Geldmangel. Um den Materialtransport für den Weiterbau der Baikal-Amur-Magistrale östlich des Tunnels in Richtung Tynda zu gewährleisten und die für 1984 anvisierte Fertigstellung des durchgehenden Streckengleises sicherzustellen, wurde 1982–1983 eine erste 27 km lange Tunnelumgehungsstrecke errichtet. Die Praxis der Errichtung provisorischer Umgehungsstrecken war auch bei fast allen anderen BAM-Tunneln gebräuchlich. Da diese Strecke sehr steil war (auf weiten Abschnitten Gefälle von 4 %), war ein regulärer Betrieb jedoch schwierig und im Personenverkehr nach sowjetischen Bestimmungen nicht zulässig. Nachdem sich durch einen katastrophalen Wassereinbruch eine weitere langfristige Verzögerung beim Tunnelbau abzeichnete, entstand daher bis 1989 eine weitere 54 km lange Umgehungsstrecke mit Gefällen bis 2 %, die größtenteils durch unwegsames, gebirgiges Gelände führt, zahlreiche, teils sehr scharfe Kurven aufweist und vielerorts auf hohen Viadukten sowie ihrerseits durch mehrere, bis über 2 km lange Tunnel verläuft. Die 1982–1983 gebaute erste Umgehungsstrecke wurde aufgegeben. Obwohl die bis 1989 gebaute zweite Umgehungsstrecke später auch elektrifiziert wurde, war die Fahrt extrem zeitraubend – für die 54 km benötigten Personenzüge zweieinhalb Stunden – und wegen möglicher Lawinen auch gefährlich. Entsprechend hoch waren die Betriebs- und Instandhaltungskosten für die Teilstrecke.
Insgesamt waren an der Verlegung des Tunnels rund 8000 Menschen – mit wesentlichem Anteil der Firma Bamtonnelstroi – beteiligt. Im Zuge des Baus wurden mehrere unterschiedliche Vortriebstechniken erprobt und angewandt. Parallel wurden zur Belüftung der Röhre vier Ventilationsschächte mit einer Tiefe von 170 bis 350 Metern gebohrt. Radongas im Tunnel erfordert eine Belüftung.
Der Tunnel wurde am 21. Dezember 2003 in den regulären Betrieb genommen. Die Fahrzeit verkürzte sich somit an der Seweromuisker Teilstrecke auf 15 Minuten. Der Betrieb wird von einem extra eingerichteten Kontrollzentrum aus gesteuert.
Die bis 1989 gebaute zweite Umgehungsstrecke ist zur Entlastung des eingleisigen Tunnels nach wie vor für den Güterverkehr in Betrieb.

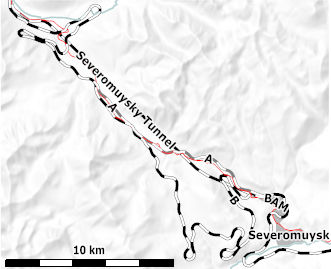
Tunnel, die aufgegebene erste Umgehungsstrecke von 1982–83 (markiert mit A), und die zweite Umgehungsstrecke (markiert mit B)

## Zwischenfälle
In der Nacht vom 29. zum 30. November 2023 kam es in dem Tunnel zu einem Brand von Treibstoffwaggons. Nach Angaben der BBC hat der ukrainische Geheimdienst SBU durch Sabotage den Brand verursacht.  Kurze Zeit später wurde auch auf einer 35 m hohen Brücke der Ausweichstrecke ein weiterer Treibstoffzug gesprengt.